# Yassine Rami
Yassine Rami (arab. ياسين الرامي, ur. 26 marca 1987) – marokański piłkarz, grający na pozycji środkowego obrońcy. W sezonie 2021/2022 zawodnik Maghrebu Fez. 

## Kariera klubowa

### Początki i Wydad Casablanca (–2014)
Zaczynał karierę w Hassanii Agadir, z której 12 lipca 2011 roku przeniósł się do Wydadu Casablanca. W tym zespole zadebiutował 21 sierpnia w meczu przeciwko IZK Khemisset, wygranym 2:0, grając całe spotkanie. Łącznie w Wydadzie zagrał 27 ligowych spotkań.

### Powrót do Hassanii i Olympic Safi (2014–2017)
23 lipca 2014 roku trafił do Hassanii Agadir, lecz 15 września tego samego roku trafił do Olympic Safi. W tym drugim zespole zadebiutował 20 września w meczu przeciwko Chababowi Atlas Khénifra, przegranym 1:0. Zagrał 75 minut. Pierwszą asystę zaliczył 22 maja 2016 roku w meczu przeciwko Rai Casablanca, wygranym 1:0. Asystował przy golu w 87. minucie. Pierwszego gola strzelił 4 czerwca w meczu przeciwko Chababowi Rif Al Hoceima, również wygranym 1:0. Do siatki trafił w 68. minucie. Łącznie w Safi zagrał 70 meczów, strzelił 4 gole i miał dwie asysty. 

### Drugi powrót do Hassanii (2017–2021)
3 sierpnia 2017 roku trafił do Hassanii Agadir. W tym zespole zadebiutował 9 września w meczu przeciwko Chababowi Rif Al Hoceima, zremisowanym 1:1, grając cały mecz. Pierwszego gola strzelił 31 grudnia w meczu przeciwko Moghrebowi Tetuan, wygranym 2:1. Do siatki trafił w 75. minucie. Pierwszą asystę zaliczył 7 sierpnia 2020 roku w meczu przeciwko Renaissance Zemamra, zremisowanym 2:2. Asystował przy golu w 94. minucie. Łącznie zagrał 83 mecze, strzelił 5 goli i miał asystę.

### Maghreb Fez (2021–)
20 sierpnia 2021 roku został zawodnikiem Maghrebu Fez. W tym zespole zadebiutował 12 września w meczu przeciwko Renaissance Berkane, zremisowanym 0:0. Zagrał cały mecz. Pierwszego gola strzelił 24 września w meczu przeciwko FUSowi Rabat, zremisowanym 1:1. Do siatki trafił w 73. minucie, doprowadzając do remisu. Łącznie do 9 lutego 2022 roku zagrał 13 spotkań i strzelił gola.